# Моите сини небеса
„Моите сини небеса“ (на английски: My Blue Heaven) е американска черна комедия от 1990 година на режисьора Хърбърт Рос. Във филма участват Стийв Мартин, Рик Моранис и Джоун Кюсак.